# DeSoto
DeSoto (також De Soto) — марка автомобілів, розроблених Chrysler і які випускалися в США в період з 1928 по 1961 рік. Емблема DeSoto містить стилізоване зображення іспанського конкістадора Ернандо де Сото. DeSoto офіційно припинила своє існування 30 листопада 1960 року, виробивши на той момент більше 2 млн машин, починаючи з 1928 року.

## 1929—1942
DeSoto була заснована Волтером Крайслером 4 серпня 1928 року і введена в модельний ряд 1929 року. Свою назву марка отримала в честь іспанського конкістадора Ернандо де Сото. Chrysler створював новий бренд для конкуренції з General Motors, Studebaker і Willys-Knight в середньому ціновому класі.
Скоро після створення марки DeSoto, Chrysler завершує придбання Dodge Brothers, тепер маючи під своїм контролем дві марки автомобілів середнього цінового діапазону. Якби поглинання «Доджа» відбулось трохи раніше, досить ймовірно, що марка DeSoto так і не з’явилась би на світ.
Між цим, спочатку «Крайслер» зміг знайти сприятливий «розподіл праці» між цими двома підрозділами: основні продажі «Доджів», які випускались на добре оснащеному колишньому заводі братів Доджів, припадали на індивідуальних власників, в той час, як «ДеСото» став практично стандартом американського автомобіля-таксі. Незважаючи на Велику Депресію, продажі DeSoto в 1932 році склали 25 000 автомобілів. Однак вже в 1933 році Chrysler змінює положення цих двох марок на ринку з ціллю покращення продаж Dodge: відтоді «ДеСото» починає позиціонуватися як марка більш високого, середньо-вищого цінового діапазону, приблизно аналогічна за положенням в модельному ряді, який належав General Motors «Б'юїку».
В 1934 році DeSoto випускає нову обтічну модель Airstream, яка відноситься до загально-корпоративної серії Airflow. Маючи коротку колісну базу й ультрасучасне, але спірне візуальне оформлення, автомобіль був не надто популярним в покупців. На відміну від Chrysler, який зберігав поряд з обтічними й традиційні моделі, DeSoto був змушений випускати Airstream до 1935 року.
Окрім моделі Airflow, DeSoto випустив в 1942 році другу запам'ятовувальну модель, яка вперше в Північній Америці мала приховувані фари. DeSoto продавав ті фари під назвою «Air-Foil» зі слоганом «Поза полем зору, крім ночі» (англ. Out of Sight Except at Night).

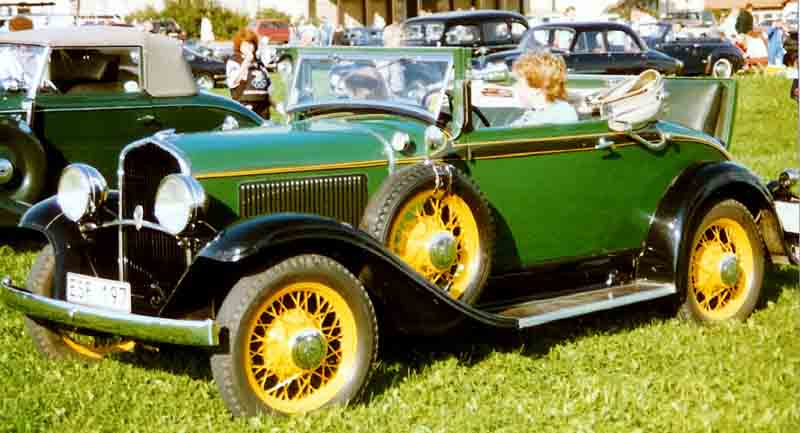
1931 De Soto UPE Six Convertible Coupé
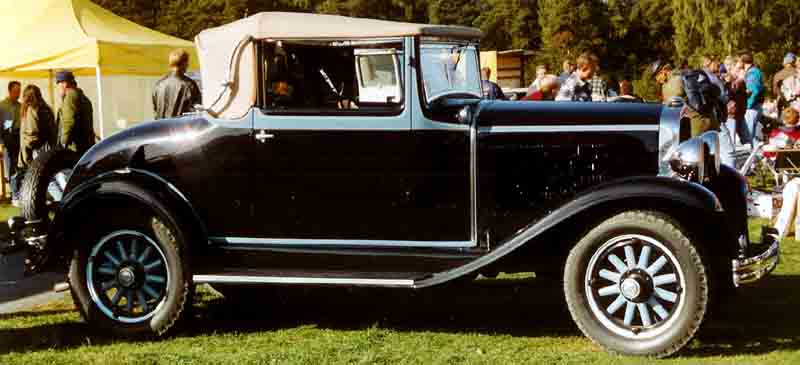
1931 De Soto Series CF Convertible Coupé
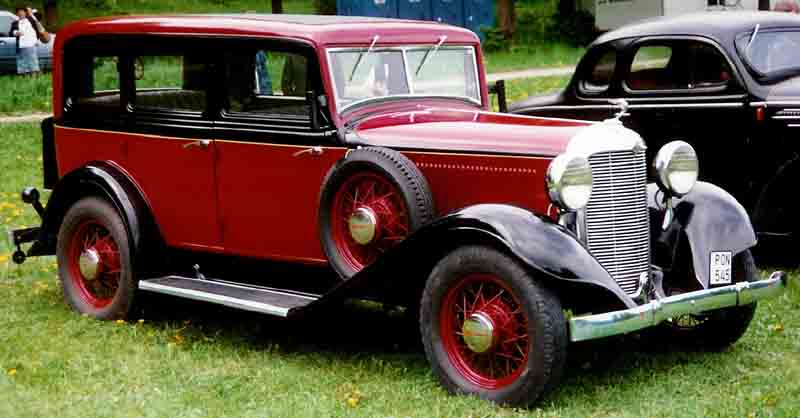
1932 De Soto 4-Door Sedan
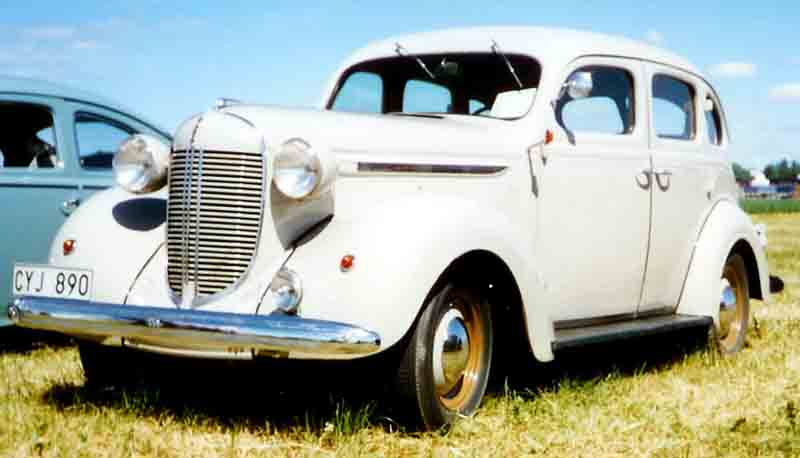
1938 De Soto 4-Door Sedan
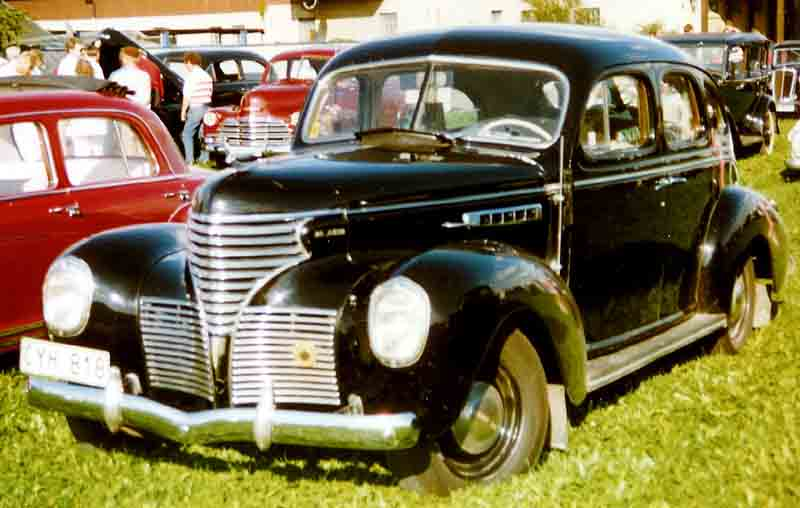
1939 De Soto Series S-6 Custom De Luxe 4-Door Sedan
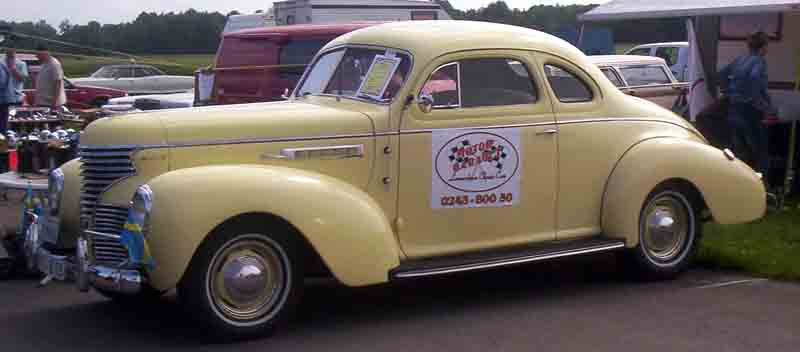
1939 De Soto Coupé
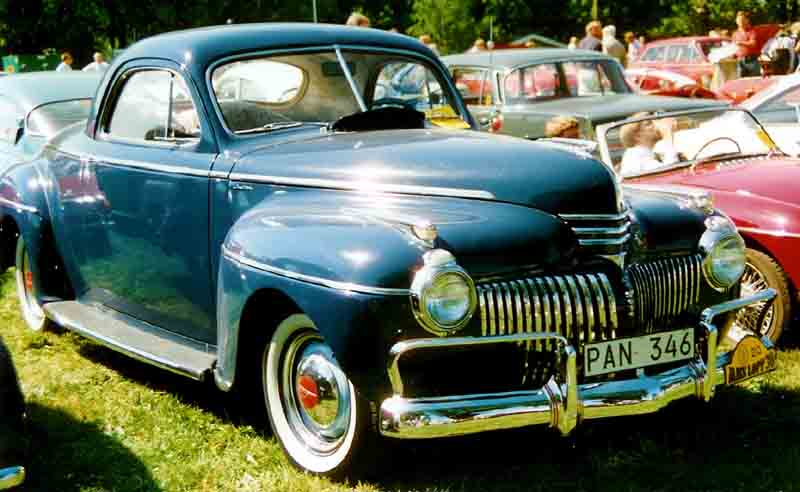
1941 De Soto Series S-8 Custom Coupé

## 1946—1960
Після закінчення Другої світової війни, коли обмеження на виробництво автомобілів були зняті, DeSoto поновив виробництво легкових машин зразка 1942 року, а також нових автомобілів 1946 року, але вже без функції «прихованих» фар.
До 1952 року DeSoto використовував позначення Deluxe і Custom для своїх моделей. В 1952 році DeSoto додав модель Firedome з 276-кубовим двигуном. В 1953 році DeSoto ліквідовує найменування Deluxe і Custom. Замість них для 6-циліндрових автомобілів вводиться індекс «Powermaster», а для V8 — «Firedome».
Популярними моделями DeSoto були Firesweep, Firedome і Fireflite. DeSoto Adventurer, випущений в 1956 році з кузовом хардтоп-купе (аналогічно Chrysler 300) став частиною повного модельного ряду в 1960 році.
В 1955 році DeSoto, як і всі моделі Chrysler, були підвергнуті рестайлингу, який втілив дизайнер Вірджил Екснер (англ. Virgil Exner). В 1956 році продажі DeSoto продовжували рости, в цьому ж році DeSoto вперше і востаннє використовувались як Pace Car на перегонах «500 миль Індіанаполісу». Новий дизайн Екснера в 1956 році дав автомобілям хвостові «плавники» і нові задні фари.
В 1957 році пропонуються дві нові моделі — зменшений Firesweep і нова модель з кузовом Firedome/Fireflite, передніми крилами Dodge на однойменному шасі з короткою колісною базою 122" дюйми. Існував варіант з шасі Chrysler з колісною базою 126" дюймів. Як було прийнято в ті роки, моделі відрізнялись оздобленням, бамперами, решітками радіатора.
Економічна криза 1958 року сильно вдарила по виробникам машин середнього класу. Продажі DeSoto скоротились на 60% від попереднього, 1957 року. 1958 рік став найгіршим для DeSoto з 1938 року. З 1959 по 1960 рік продажі продовжували різко падати (на 40% в порівнянні з 1959 роком), що спричинило ліквідацію марки DeSoto.

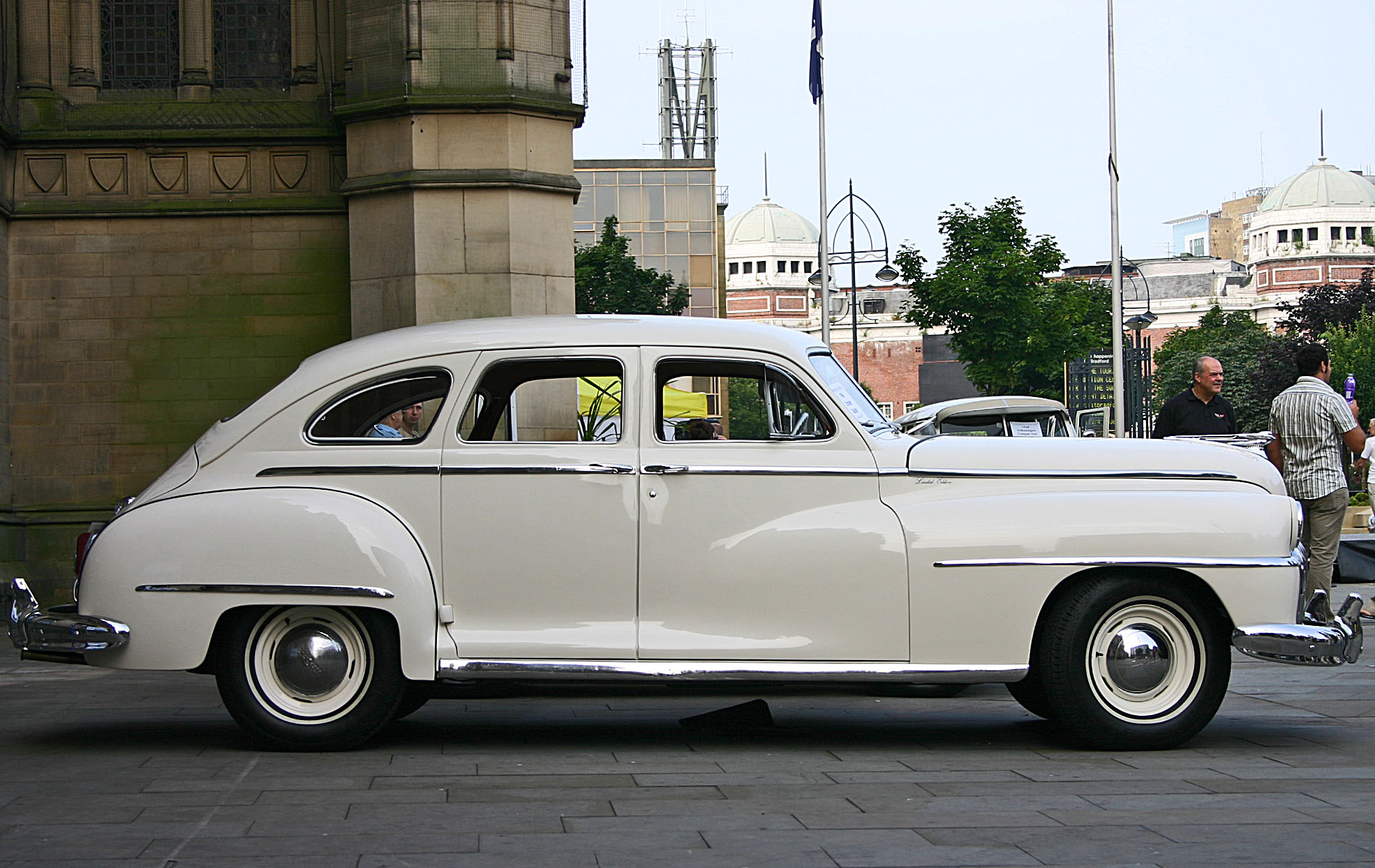
4-дверний седан 1946 року
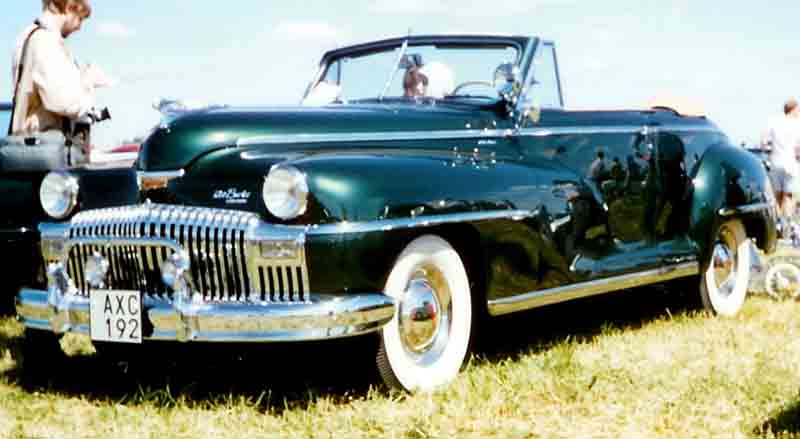
Кабріолет серії S11C Custom Club 1946 року
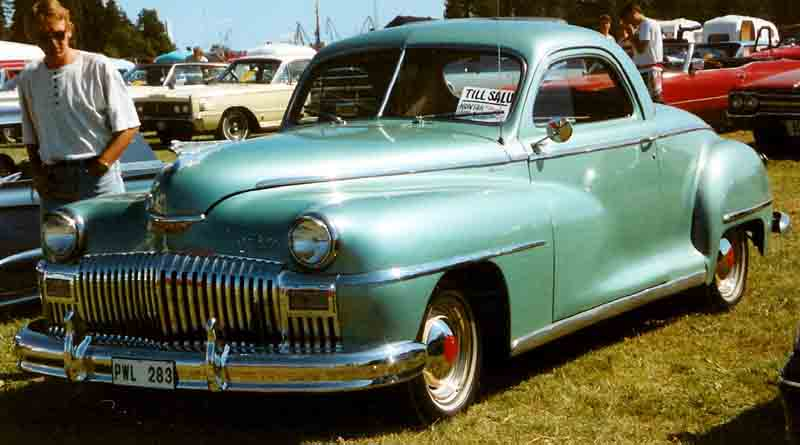
Де люкс бізнес-купе 1948 року
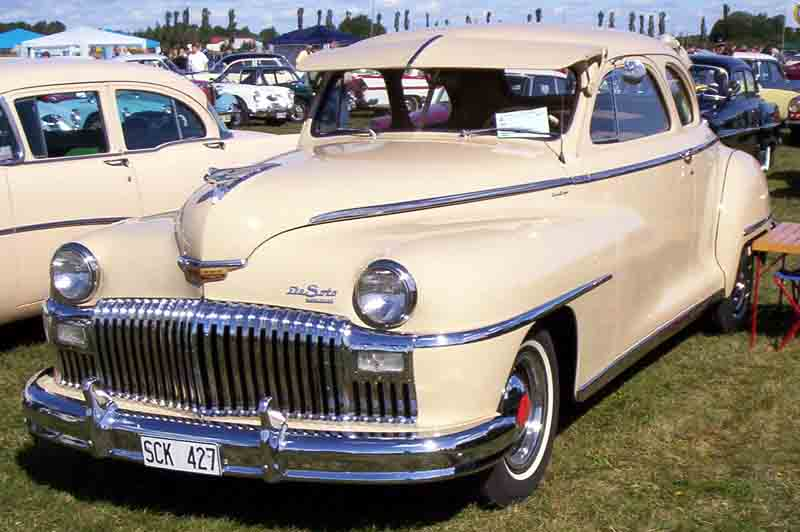
Де люкс купе 5W 1948 року
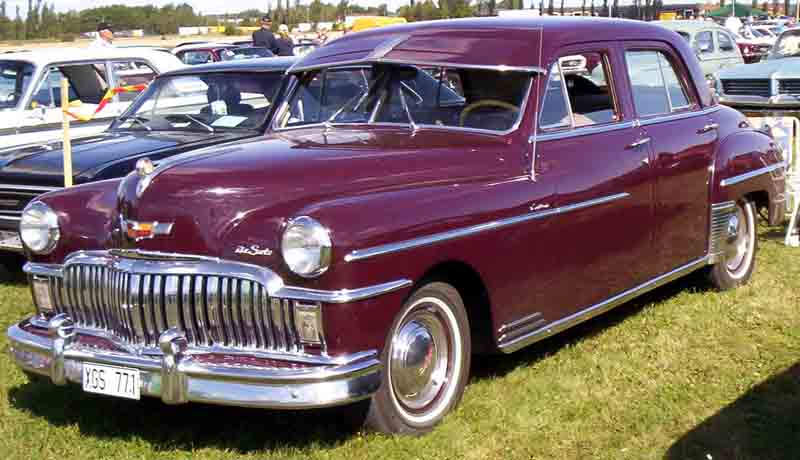
4-дверний седан Custom 1949 року
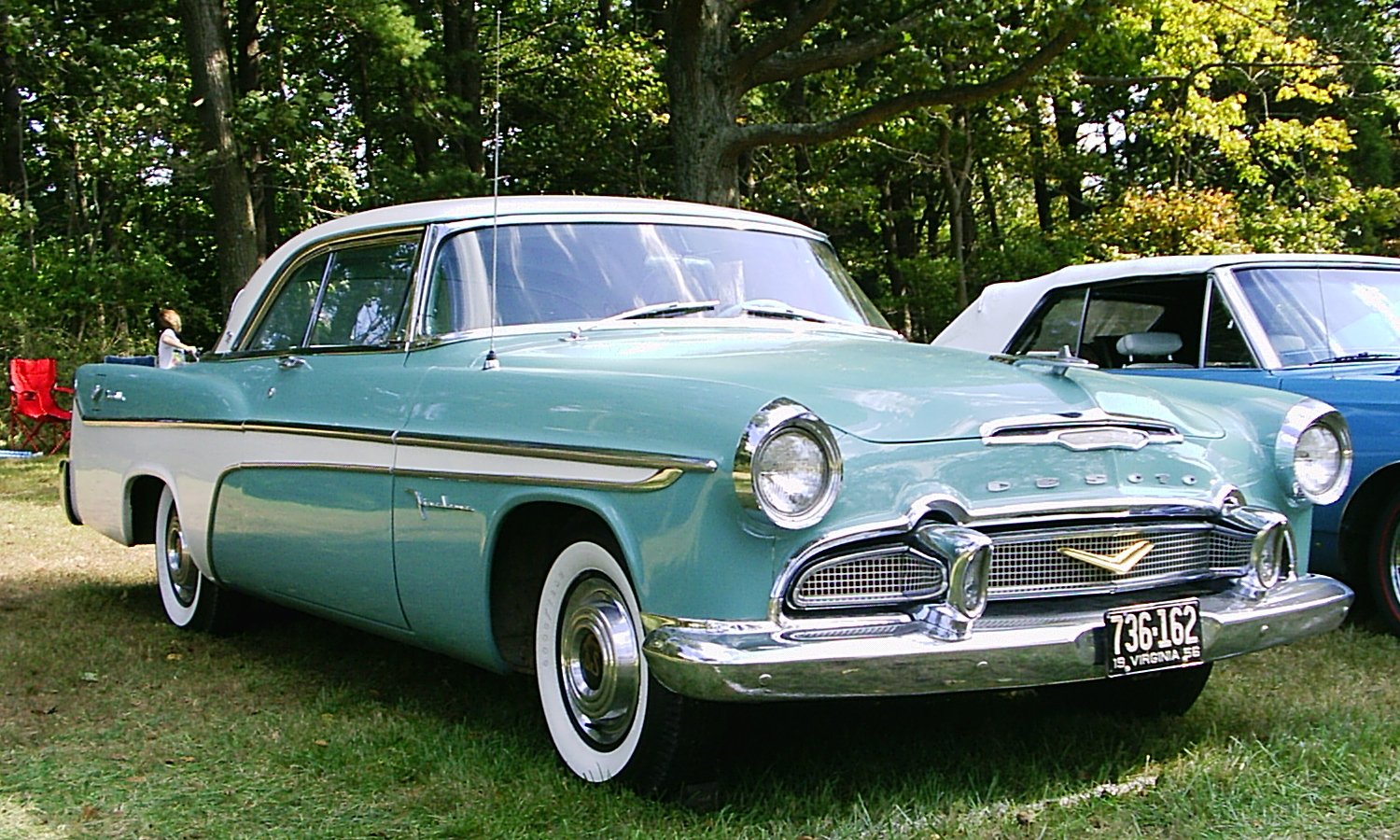
2-дверний хардтоп Firedome 1956 року
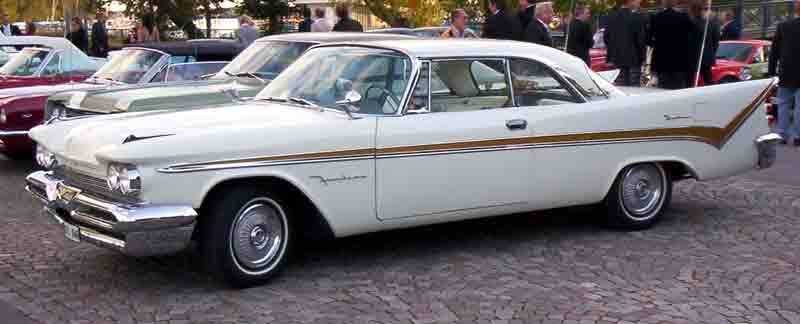
Купе Firedome 1959 року
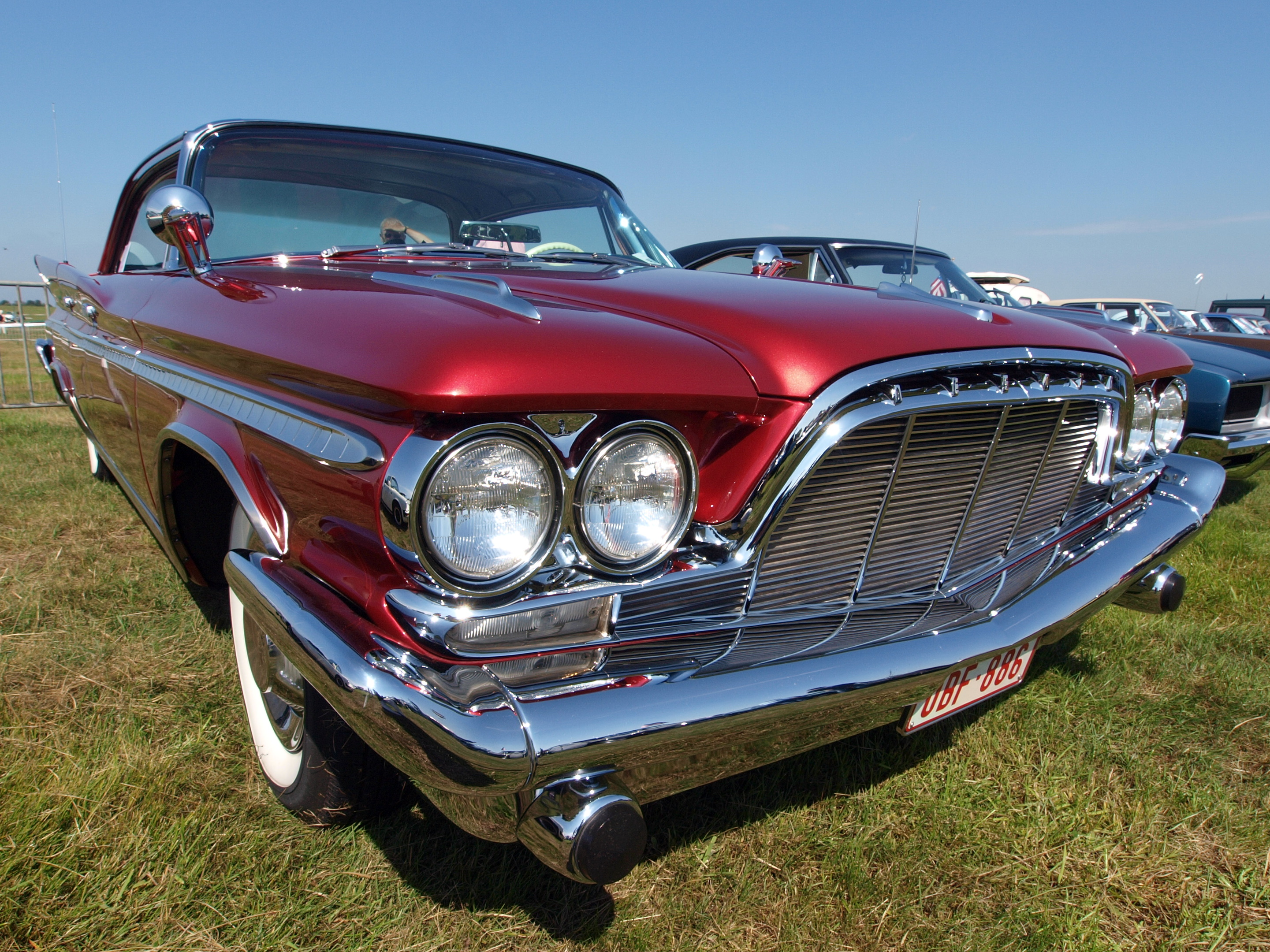
DeSoto Adventurer 1960 року
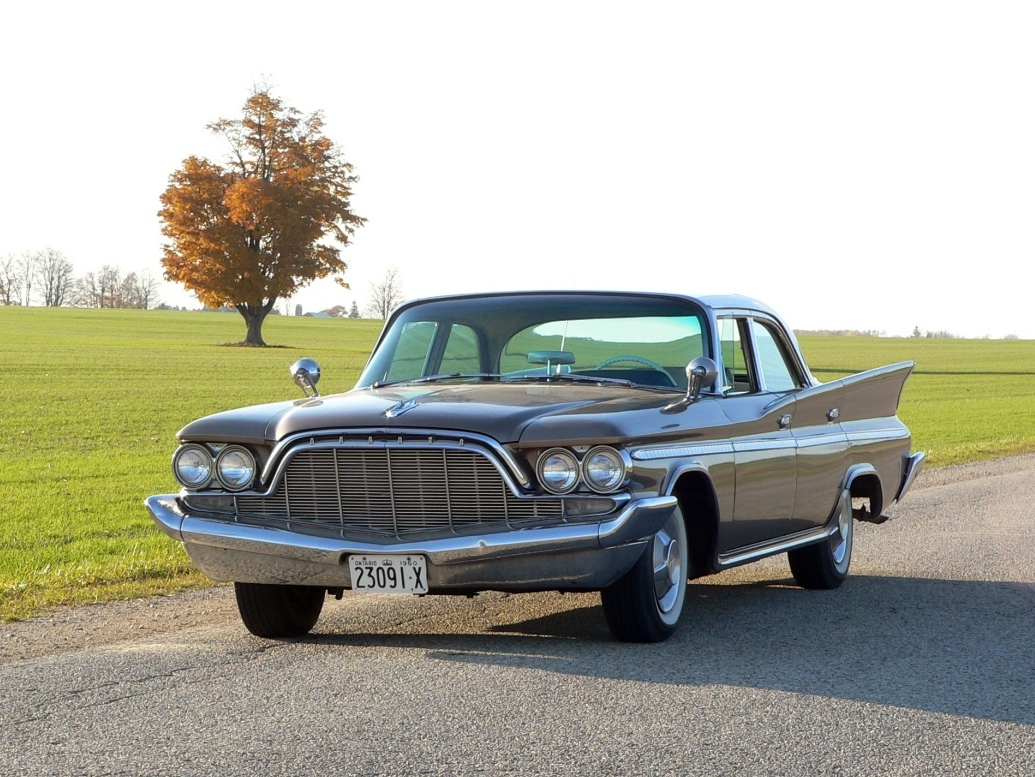
4-дверний седан DeSoto Fireflite 1960 року

## 1961
Осінню 1960 року DeSoto випускає нову модель 1961 модельного року. До цього часу стало очевидним про швидке припинення виробництва DeSoto. В цей же час виходить новий Chrysler Newport.
Модель 1961 року вже не мала власного позначення, як це відбулось з модельною лінією Packard. Вона випускалась на короткій колісній базі Chrysler Windsor, мала дворівневу решітку радіатора (з різним малюнком у верхній і нижній частині) і оновлені задні фари. Пропонувались тільки варіанти з кузовом 2 і 4-дверний седан.
Остаточне рішення про закриття DeSoto було прийняте 30 листопада 1960 року, всього через 47 днів після запуску моделі 1961 року. Між цим, на складах Chrysler було немало комплектуючих DeSoto, тому виробництво ще продовжувалось певний час, попри формальне закриття марки.
Дилери Chrysler і Plymouth були змушені продавати поступальні до них DeSoto на збиток, не отримуючи компенсації від компанії. Доставки автомобілів продовжувались до грудня, після чого Chrysler перейшов на випуск моделі Windsor.

## Причини краху
Незважаючи на успішне виробництво DeSoto протягом більшої частини існування цієї марки, її ліквідація була викликана поєднанням корпоративних помилок Chrysler і зовнішніх факторів.

### Рецесія 1958 року
Однією з причин стала рецесія в США у 1958 році, яка сильно ударила по виробникам автомобілів середньої цінової категорії. В 1959 і 1960 році продажі продовжували різко падати, на додачу, автомобілі DeSoto стали сильно подібними на більш успішні Chrysler.

## Вантажівки DeSoto
В 1937 році Chrysler Corporation стала використовувати торгову марку DeSoto для вантажних автомобілів Dodge і Fargo. Марка DeSoto використовувалась на автомобілях Dodge, які випускались в Австралії, Аргентині, Іспанії, Туреччині й Великій Британії.
Надалі Chrysler припинив випуск вантажівок, однак торгові марки DeSoto і Fargo сьогодні використовуються турецькою фірмою Askam для вантажівок власного виробництва. Askam не має ніяких технічних чи бізнес-зв'язків з Chrysler.

## Модельний ряд
- DeSoto Adventurer (1956–1960)
- DeSoto Airflow (1934–1936)
- DeSoto Airstream (1935–1936)
- DeSoto Coupe Utility (автомобіль/вантажівка) (Австралія)
- DeSoto Custom (1946–1952)
- DeSoto Diplomat (експорт)
- DeSoto Deluxe (1946–1952)
- DeSoto Firedome (1952–1959)
- DeSoto Fireflite (1955–1960)
- DeSoto Firesweep (1957–1959)
- DeSoto Powermaster (1953–1954)
- DeSoto серії K-SA (1929–1932)
- Desoto серії SC-SD (1933–1934)
- DeSoto серії S (1937–1942) (S-1 до S-10, окрім Airstream і Airflow)
- Вантажівка DeSoto (перейменований Dodge) (Австралія)